# Bálint Lajos (író)
Bálint Lajos, született Bleier Lajos (Újpest, 1886. szeptember 26. – Budapest, 1974. március 5.) magyar műkritikus, dramaturg, író, műfordító, publicista; a Thália Társaság egyik megalapítója és titkára, a Nemzeti Színház titkára, az Országos Magyar Izraelita Közművelődési Egyesület egyik megszervezője és művészeti vezetője; a Magyar Írók Szövetségének ügyvezető titkára, a Színpadi Szerzők Egyesületének főtitkára, a Szerzői Jogvédő Hivatal igazgatóhelyettese.

## Élete
Bleier Fülöp (1862–1901) és Reiter Hermina gyermekeként született. Apai nagyszülei Bleier Zsigmond és Singer Róza voltak. A budapesti és berlini egyetemen tanult. Az 1904-ben induló Thália Társaság megalapítói közé tartozott, 1906-ig a társaság titkára volt. Cikkeket írt A Hétbe.
1910-től a Magyar Hírlap színházi kritikusa, a lap képzőművészeti rovatában is megjelentek kritikái 1915-ig. 1915-ben a budapesti Nemzeti Színházba került, ahol színházi titkár és dramaturg volt. Ugyanakkor a Genius könyvkiadónak is irodalmi vezetője volt, majd a Világ belső munkatársa lett. A Tanácsköztársaság idején a kollektív színtársulat igazgatója. 1935-ben a Nemzeti Színháztól elbocsátották, utána Hevesi Sándor foglalkoztatta a Magyar Színháznál dramaturgként. 
A zsidó származásuk miatt háttérbe szorított művészek szövetsége, az OMIKE alapítói közé tartozott. 1945–1947 között a Magyar Írók Szövetsége ügyvezető titkára, 1953-tól nyugdíjazásáig a Szerzői Jogvédő Hivatal igazgatóhelyettese volt. Több drámáját előadták. A művészek világát bemutató írásainak nagy közönségsikere volt.
1926. május 26-án Budapesten, az Erzsébetvárosban házasságot kötött Kaufmann Adolf és Rosenfeld Róza lányával, Ilonával (1893–1957).

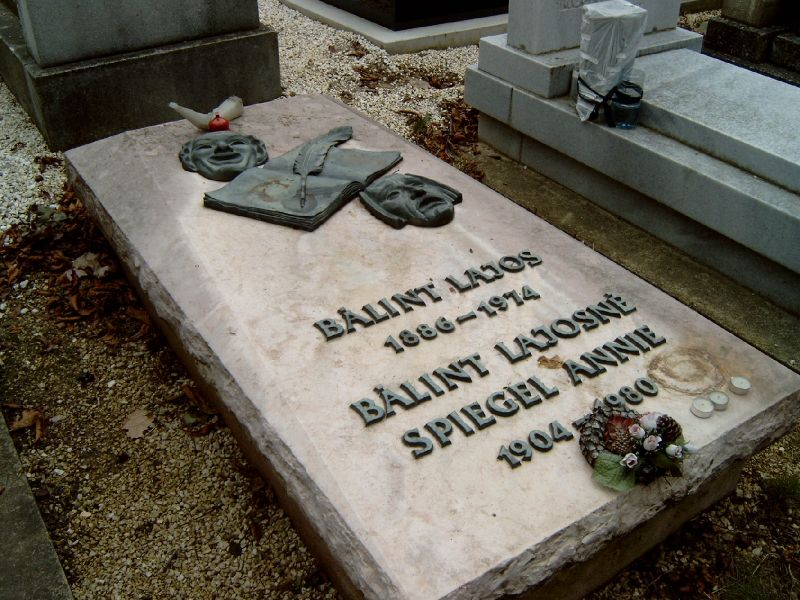
Bálint Lajos sírja Budapesten. Farkasréti temető: 25-2-33. Konrád Sándor szobrász alkotása.

## Művei

### Drámák
- Baskircsev Mária (Nemzeti Színház, 1936)
- Csínom Palkó (szövegkönyv Farkas Ferenc zenéjéhez, Operaház, 1951).

### Egyéb írásai
- Táncosok és artisták (Budapest, 1913)
- Művészbejáró (Budapest, 1964)
- Karzat és páholy (Budapest, 1967)
- Az igazi hős Óbudán (kisregény. Film Színház Muzsika, 1967. november-december)
- Vastaps (Budapest, 1969)
- Ecset és véső (Budapest, 1973)
- Mind csak színház (Budapest, 1975)

### Fordításai
Száznál több színpadi és prózai művet fordított és dolgozott át.

## Emléke
Felesége, Spiegel Annie opera-énekesnő emlékgyűrűt alapított színházi titkárok és dramaturgok számára, amelyet először 1977-ben adtak át Bálint Lajos születése évfordulóján.